# Travis Outlaw
Pour les articles homonymes, voir Marquez et Outlaw.
Travis Marquez Outlaw (né le 18 septembre 1984 à Starkville, Mississippi) est un joueur américain de basket-ball.

## Biographie
Lors de la Draft 2003 de la NBA, alors qu'il vient directement de Starkville High School, dans le Mississippi, Travis Outlaw est sélectionné au premier tour, en 23e position, par les Trail Blazers. Il a une moyenne actuelle en carrière de 8,6 points par match, 3,2 rebonds, pour une moyenne de 44 % au tir.
Lors du 2005 Vegas Summer League, Travis marque en moyenne 18,7 points et prend 6,3 rebonds pour 35,5 minutes de jeu par match. Cette performance lui vaut la récompense de First Team All-RVSL. Après la summer league, plusieurs équipes propose un échange pour obtenir Outlaw contre un premier tour de draft. Kevin Pritchard, directeur des joueurs des Blazers, dit qu'Outlaw va « ... rester à Portland pour un bon moment. Je suis assez confiant pour dire qu'il va devenir un joueur spécial ».
Le 18 avril 2007, Outlaw bat son record personnel en marquant 36 points dans un match. Il devient restricted free agent, Agent libre, le 1er juillet et signe un contrat d'extension de trois ans avec Portland le 17.
Afin de pallier les blessures des pivots Greg Oden et Joel Przybilla, Outlaw est échangé avec Steve Blake contre Marcus Camby et arrive aux Los Angeles Clippers.Il signe un contrat de 5 ans avec les New Jersey Nets le 8 juillet 2010.